# Гвајаниља (Порторико)
Гвајаниља (шп. Guayanilla) је општина у америчкој острвској територији Порторико, острвској држави Кариба.

## Демографија
По попису из 2010. године број становника је 21.581, што је 1.491 (-6,5%) становника мање него 2000. године.
| Група             | 2000.          | 2010.          |
| Белци             | 98 (0,4%)      | 65 (0,3%)      |
| Афроамериканци    | 962 (4,2%)     | 1.796 (8,3%)   |
| Азијати           | 22 (0,1%)      | 12 (0,1%)      |
| Хиспаноамериканци | 22.950 (99,5%) | 21.475 (99,5%) |
| Укупно            | 23.072         | 21.581         |